# 山本日子士良
山本 日子士良（やまもと ひこしろう、1910年9月21日 - 1993年9月15日）は、日本の洋画家。

## 来歴
1910年（明治43年）9月21日、奈良県磯城郡に生まれる。東京美術学校卒業後兵役に就き、戦災でアトリエを焼失。戦後は東京都・板橋区に居を構え、創作を再開。日展出品を重ね、1992年（平成4年）日展参与となる。1993年（平成5年）9月15日に死去した。

## 主な作品
出典による。

### 戦前
- 「踏切番」 - 1934年（昭和9年）第2回東光会展出品。
- 「歌姫」 - 1936年（昭和11年）文展鑑査展出品、初入選。
- 「水辺群像」、「婦人像」 - 1940年（昭和15年）第8回東光会展出品、Y氏奨励賞受賞。
- 「ともだち」 - 1940年、紀元2600年奉祝展出品。
- 「惑る老技師の像」、「自画像」、「甦生を誓ひ合へる三人兄弟像」 - 1941年（昭和16年）第9回東光会展出品、東光会賞受賞。
- 「戦野のオアシス」、「雪中の弾薬輸送」 - 1941年第2回聖戦美術展出品、朝日新聞社賞受賞。
- 「一機還らず」 - 1941年第1回日本航空美術展出品、陸軍大臣賞受賞。
- 「大漁」 - 1944年（昭和19年）第8回海洋美術展出品、海軍大臣賞受賞。

### 戦後
- 「白服のM子」 - 第2回日展出品、初入選。
- 「いこい」 - 1950年（昭和25年）第6回日展出品、岡田賞受賞。
- 「忙中の閑」 - 1967年（昭和42年）第10回改組日展出品、菊華賞受賞。

## 関連文献
- 東京国立文化財研究所美術部編集『日本美術年鑑 平成6年版』東京国立文化財研究所、1995年3月30日、ISBN 4173104693、doi:10.18953/00005655、334頁。